# Sermocinatio
La sermocinatio es una de las figuras literarias utilizadas en retórica, dentro de los recursos literarios. Consiste en poner en boca de un personaje vivo un discurso de forma que se imita su estilo o habla como si se dirigiera a sí misma o se refiere a lo que ella misma u otra persona o personaje ha dicho.
También es conocida como dialogismo o sermocinación.